# Greifswalder Oie
Greifswalder Oie (literalmente, isla de Greifswald) es una pequeña isla del mar Báltico, situada al este de Rügen, en la costa alemana.
Entre 1937 y 1945 se lanzaron numerosos cohetes desde Greifswalder Oie. Hubo varios intentos de lanzar cohetes A3 en diciembre de 1937, finalizando todos en fracaso, y entre 1938 y 1942 tuvieron lugar varios lanzamientos exitosos de cohetes A5. También se hicieron lanzamiento verticales con éxito de 28 cohetes A4, más conocidos como misiles V2, entre 1943 y 1945. Los lanzamientos se realizaron para observar y estudiar la reentrada atmosférica de los A4.
Más tarde la isla se despobló para pasar a convertirse en una reserva de aves, con la excepción de una única persona que hace funcionar el faro de la isla y controla el pequeño muelle para emergencias. Hay servicio de ferrys desde Peenemünde, de escasa frecuencia.